# Farná
Farná (em húngaro: Farnad) é um município da Eslováquia, situado no distrito de Levice, na região de Nitra. Tem 32,74 km² de área e sua população em 2018 foi estimada em 1.348 habitantes.

## Demografia
| Ano:        | 1994 | 2004   | 2014   | 2024   |
| ----------- | ---- | ------ | ------ | ------ |
| Broj ljudi: | 1432 | 1450   | 1350   | 1327   |
| Razlika:    |      | +1,25% | -6,89% | -1,70% |

| Ano:               | 2023 | 2024   |
| ------------------ | ---- | ------ |
| Número de pessoas: | 1317 | 1327   |
| Diferença:         |      | +0,75% |